# GOODM!X
GOODM!X(굿 믹스)는 헬로! 프로젝트가 출연한 가스가이 제과의 젤리 브랜드 츠부구미(つぶグミ) CF 내에서 결성된 기획 유닛이다.

## 개요
가스가이 제과의 젤리 브랜드「츠부구미(つぶグミ)」의 발매 30주년을 기념해, 헬로! 프로젝트와의 콜라보레이션 기획으로서 셔플 유닛을 결성. 멤버는 모닝구무스메'24의 오카무라 호마레, 안주루무의 하시사코 린, Juice=Juice의 아리사와 이치카, 츠바키팩토리의 카사이 유우미, BEYOOOOONDS의 니시다 시오리, OCHA NORMA의 키타하라 모모의 6명으로, 헬로! 프로젝트에 소속하는 6 그룹으로부터 1명씩 선발되었다.
2024년 2월 6일, 유닛의 오리지널 곡「カモン・ミックス!」의 뮤직비디오를 업프런트 그룹의 공식 유튜브 채널에서 공개. 14일에는 하이레조 음원을 포함한 본 악곡의 다운로드 착신이 스타트했다.
2025년 2월 6일, 로지 크로니클의 하시다 호노카가 가입해 유닛의 오리지널 신곡 GOODM!X PREMIUM 명의로「ワタシ・プレミアム」의 뮤직비디오를 업프런트 그룹의 공식 유튜브 채널에서 공개. 14일에는 하이레조 음원을 포함한 본 악곡의 다운로드 착신이 스타트할 예정이다.

## 멤버
- 오카무라 호마레 (모닝구무스메'24) - 자몽
- 하시사코 린 (안주루무) - 사과
- 아리사와 이치카 (Juice=Juice) - 사이다
- 카사이 유우미 (츠바키팩토리) - 포도
- 니시다 시오리 (BEYOOOOONDS) - 복숭아
- 키타하라 모모 (OCHA NORMA) - 청포도
- 하시다 호노카 (로지 크로니클) - 화이트

## 작품

### 착신 싱글
- カモン・ミックス! (2024년 2월 14일)
- ワタシ・プレミアム (2025년 2월 14일) - GOODM!X PREMIUM 명의